# Bara molnen flyttar stjärnorna
Bara molnen flyttar stjärnorna (norska: Bare skyer beveger stjernene) är en norsk drama- och familjefilm från 1998 regisserad av Torun Lian. Huvudrollerna spelas av Thea Sofie Rusten, Jan Tore Kristoffersen, Andrine Sæther, Anneke von der Lippe och Jørgen Langhelle.

## Handling
Elva år gamla Marias lillebror är död i cancer. I den stora sorgen försvinner mamma i sig själv, och pappa försöker hålla samman familjen. Maria åker till sina farföräldrar i Bergen, där träffar hon Jakob som är i samma ålder. Maria måste samtidigt hantera sina egna smärtsamma känslor kring broderns död. Allt eftersom får hon möjligheten att se skiftningarna i sitt liv på avstånd. Tillsammans med Jakob funderar hon på viktiga frågor om meningen med liv och död. Med hjälp av honom hitta hon tillbaka till mamma och livet. 

## Rollista
- Thea Sofie Rusten – Maria
- Jan Tore Kristoffersen – Jakob
- Anneke von der Lippe – mamma
- Eindride Eidsvold – farbror
- Bjørn Erling Jenseg – farfar
- Helge Jordal – Benny i kiosken
- Jørgen Langhelle – pappa
- Andrine Sæther – faster
- Kari Simonsen – farmor
- Anders T. Andersen – lärare
- Max Moland
- Arne Øyvin Slørdal
- Hans Weinholdt

## Mottagande
Filmen fick stort goda lovord hos kritikerna då den kom. Dagbladet gav filmen 5 i betyg.

### Priser
Filmen vann en Amanda för bästa norska filmen och nominerades i tre andra kategorier.
I 1999 vann filmen en Crystal Bear vid Filmfestivalen i Berlin. Utöver detta vann den 9 andra priser på diverse filmfestivaler runt om i världen, bland annat huvudpriset vid Den nordiska filmfestivalen.